# ジェームズ・ラファイエット (写真家)

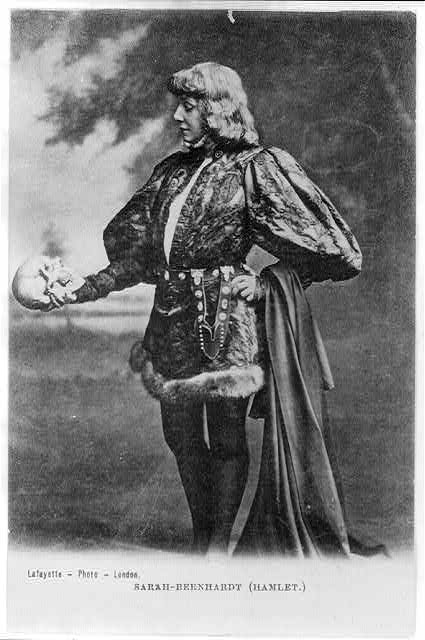
ヨリックの頭蓋骨を手に持つハムレットを演じるサラ・ベルナール （撮影：ジェームズ・ラファイエット。1885年–1900年ごろ)

ジェームズ・ラファイエット（James Lafayette）、本名ジェームズ・スタック・ローダー（James Stack Lauder、1853年 – 1923年）は、アイルランド出身の写真家である 。後期ヴィクトリア時代からエドワード時代にかけて活動したポートレート写真家で、1898年から1923年まで、ダブリンに本社を置いて社交界の撮影を専門とするラファイエット社（Lafayette Ltd.）の社長を務めた。1887年、英国王室御用達となった初のアイルランド人写真家であった。

## コレクション
ラファイエット社の撮影とされる写真は膨大な数が存在するが、ジェームズ・ラファイエットが撮影者として署名しているのは、著作権登録がなされた649枚の写真のみである。これらは現在、ロンドンのキューにある国立公文書館に保管されている。ロンドンのヴィクトリア&アルバート美術館が持つ「ラファイエット・コレクション」には、ガラス板ネガとセルロイドネガの計3,500枚が含まれている。また、3万から4万枚のナイトレートフィルムネガがロンドンのナショナル・ポートレート・ギャラリーに収蔵されているほか 、ウィンザー城の王室文書館王室文書館にもコレクションがある。これ以外にも、ダブリンの個人蔵のものが存在する。